# Zizeeria subcoerulea
Zizeeria subcoerulea är en fjärilsart som beskrevs av Holland 1900. Zizeeria subcoerulea ingår i släktet Zizeeria och familjen juvelvingar. Inga underarter finns listade i Catalogue of Life.